# Gozo Brew House
Gozo Brew House là một nhà hàng có kiến trúc làm từ tre tọa lạc ở thành phố Tuy Hòa, Phú Yên. Với diện tích 1.900 mét vuông, đây là nhà hàng làm bằng tre có diện tích lớn nhất Việt Nam.

## Mô tả
Nhà hàng Gozo Brew House nằm trong khu nghỉ dưỡng Stelia Beach Resort, thành phố Tuy Hòa, Phú Yên, do kiến trúc sư Phùng Thế Huy thiết kế, với diện tích 1.900 mét vuông. Toàn bộ nhà hàng được tạo thành từ 40 nghìn cây tầm vông và lá dừa nước, được thiết kế theo dạng cánh diều đón gió, có thể chịu được bão cấp 11. Nội thất nhà hàng làm hoàn toàn từ gỗ và tre, với gam màu chủ đạo là màu đất nung terra và màu xanh da trời. Hệ thống đèn của Gozo Brew House được trang trí bằng vật liệu mây, có khả năng đung đưa khi có gió.
Tên nhà hàng Gozo Brew House được lấy cảm hứng từ hòn đảo Gozo của đảo Malta thuộc vùng Địa Trung Hải. Kiến trúc của nhà hàng cũng có sự giao thoa giữa phong cách Địa Trung Hải và làng quê Việt Nam. Theo ông Lại Ngọc Hưng, quản lý nhà hàng Gozo Brew House, nhà hàng chủ trương "hướng đến các hoạt động du lịch có liên kết chặt chẽ với công tác bảo vệ môi trường, thông qua việc tận dụng các nguyên liệu có sẵn để làm nổi bật lên giá trị dân tộc mà vẫn sáng tạo và mới lạ". Xung quanh nhà hàng này còn được bài trí theo phong cách mở, với một khu rừng nhiệt đới bao quanh. Nhà hàng có sức chứa 300 người.
Nhà hàng khai trương ngày 15 tháng 9 năm 2018.

## Ăn uống
Bên cạnh những món ăn Việt Nam mang đặc trưng ba miền, nhà hàng Gozo Brew House còn phục vụ các món ăn Âu và các món mang phong cách Địa Trung Hải. Ngoài ra, nhà hàng còn có mô hình sản xuất bia tươi theo tiêu chuẩn châu Âu, thông qua việc nấu và phục vụ trực tiếp. Thực khách cũng có thể trực tiếp tham quan mô hình nấu bia tại nhà hàng này.

## Kỷ lục
Ngày 3 tháng 3 năm 2022, Tổ chức Kỷ lục Việt Nam đã xác lập kỷ lục "nhà hàng tre lớn nhất Việt Nam" cho Gozo Brew House. Theo Phó Chủ tịch Ủy ban nhân dân tỉnh Phú Yên ông Đào Mỹ, công trình này là "điểm nhấn thể hiện cam kết phát triển bền vững điểm đến du lịch Phú Yên".